# Platyceps scortecci
Espèce
Synonymes
- Coluber scortecci Lanza, 1963

Platyceps scortecci est une espèce de serpents de la famille des Colubridae.

## Répartition
Cette espèce est endémique de Somalie.

## Étymologie
Cette espèce est nommée en l'honneur de Giuseppe Scortecci.

## Publication originale
- Lanza, 1963 : Il genere Coluber in Somalia e descrizione di una nuova specie. Atti della Societa Italiana di Scienze Naturali e del Museo Civico di Storia Naturale di Milano, vol. 102, p. 379-396.